# Groupe de NGC 3450
Le groupe de NGC 3450 est un trio de galaxies situé dans la constellation de l'Hydre. La distance moyenne entre ce groupe et la Voie lactée est d'environ 62,1 Mpc (∼203 millions d'al). 

## Membres
Le tableau ci-dessous liste les trois galaxies du groupe indiquées dans l'article de A.M. Garcia paru en 1993.
| Nom      | Class.  | Type           | α (J2000.0)   | δ (J2000.0)  | Vitesse radiale (km/s) | m    | Distance (Mpc) | Diamètre (kal) |
| -------- | ------- | -------------- | ------------- | ------------ | ---------------------- | ---- | -------------- | -------------- |
| NGC 3450 | SB(rs)b | Spirale barrée | 10h 48m 03.6s | -20° 50′ 57″ | 4027 ± 4               | 11,8 | 64,7 ± 4,5     | 246            |
| NGC 3453 | SB(s)b? | Spirale barrée | 10h 53m 40.5s | -21° 47′ 34″ | 3996 ± 12              | 12,9 | 64,2 ± 4,5     | 89             |
| NGC 3464 | SB(rs)c | Spirale barrée | 10h 54m 40.0s | -21° 04′ 00″ | 3737 ± 3               | 12,6 | 60,4 ± 4,3     | 161            |

Le site DeepskyLog permet de trouver aisément les constellations des galaxies mentionnées dans ce tableau ou si elles ne s'y trouvent pas, l'outil du site constellation permet de le faire à l'aide des coordonnées de la galaxie. Sauf indication contraire, les données proviennent du site NASA/IPAC. 